# John Marsh (pionnier)
Pour les articles homonymes, voir John Marsh (homonymie) et Marsh.
John Marsh (5 juin 1799 à South Danvers, Massachusetts - 24 septembre 1856 à Pacheco, Californie) fut l'un des premiers pionniers et colons de l'Alta California, le premier diplômé de Harvard et le premier à y pratiquer la médecine. Il connaissait l'hébreu, le latin et le grec, et fut le premier à compiler un dictionnaire de la langue sioux,. Il devint l'un des éleveurs les plus riches de Californie et l'un des hommes les plus influents dans l'establishment de l'État de Californie,,.

## Jeunesse
Marsh fut diplômé de la Phillips Academy d'Andover en 1819. Il fréquenta l'Université Harvard  de 1819 à 1823 et reçut un baccalauréat. Colbruno écrivit que Marsh fut renvoyé de Harvard pour avoir participé à un soulèvement étudiant. Il fut réadmis en 1821, après avoir promis de ne plus se livrer à d'autres troubles. Il avait initialement prévu d'étudier pour le ministère, mais changea sa spécialité en médecine après sa réadmission. Il étudia ensuite la médecine avec un médecin de Boston.
Marsh migra vers l'ouest, vivant sur le territoire du Michigan, où il ouvrit une école, la première dans ce qui est aujourd'hui le Minnesota. Marsh devint alors un agent indien pour l'Agence Sioux à Fort Snelling  . À Fort Snelling, Marsh prit une maîtresse franco-indienne nommée Marguerite Decouteaux, qui lui donna un fils nommé Charles. Le gouverneur territorial Lewis Cass nomma Marsh au poste de juge de paix dans le comté de Crawford (qui comprenait ce qui est maintenant le sud du Wisconsin, le nord de l'Illinois et différentes parties de l'Iowa et du Minnesota), après quoi il fut connu sous le nom de « juge Marsh »,.
Marsh reprit ses études de médecine, avec un certain Dr Purcell, médecin en poste à Fort Snelling, mais ne reçut jamais de certificat parce que son mentor décéda avant que Marsh ait terminé ses études. Il vécut à Prairie du Chien, Wisconsin, où il fut impliqué dans la Guerre de Black Hawk, entre les Sioux et leurs rivaux, les Fox et Sauk, et fut blâmé pour un massacre des Fox et Sauk par les Sioux. En conséquence, il fut forcé de fuir à New Salem, Illinois, emmenant sa maîtresse et son enfant en bas âge. Les laissant là, il retourna à Prairie du Chien. Marguerite, enceinte et éprise de Marsh, essaya de marcher plusieurs centaines de kilomètres pour le rejoindre. Le voyage l'épuisa et elle et le bébé moururent en couches. Marsh donna alors son fils, Charles, à une famille de peintre à New Salem pour qu'ils l'élèvent, et  de nouveau s'impliqua dans les affaires indiennes. Il fut surpris en train de vendre illégalement des armes à certains Indiens et dut fuir le territoire pour s'installer cette fois à Independence, Missouri, où il devint marchand. Il rendit visite à son fils une fois de plus, puis son entreprise échoua; en 1836, il émigra, employé de l'American Fur Company, à Santa Fe, au Nouveau-Mexique, puis en Californie du Sud via le Santa Fe Trail,.

## En Californie
Dans le sud de la Californie, Marsh affirma qu'il était la seule personne à avoir des connaissances en médecine occidentale. Il présenta son diplôme de Harvard au gouvernement mexicain local d'Alta California. Le diplôme était rédigé en latin, qu'aucune des autorités locales ne pouvait lire, ils le prirent donc pour content et lui accordèrent la permission de pratiquer la médecine. Marsh réussit assez bien dans sa nouvelle profession, mais ses prix furent très élevés, parfois à la hauteur du prix d'une tête de bétail pour mettre au monde un bébé. Il fut crédité comme étant la première personne à pratiquer la médecine en Californie,,.
Il fut payé dans la monnaie du jour, peaux de vache et suif. Marsh plaisantait en disant que son adobe ressemblait plus à un entrepôt qu'aux cabinet d'un médecin. En 1836, il vendit son inventaire accumulé à un commerçant de Boston pour 500 $ et se rendit en Californie du Nord à la recherche d'un ranch à acheter. Comme seuls les catholiques de Californie étaient autorisés à posséder des terres, il se fit baptisé catholique romain,,, . En 1837, il acquit le Rancho Los Meganos, une concession de terre mexicaine, de Jose Noriega sur ce qui s'appelle maintenant Marsh Creek à la limite ouest de la ville de Brentwood et juste à l'est de ce qui est maintenant Clayton, Californie (l'acquisition du rancho semble indiquer que Marsh était devenu un citoyen mexicain naturalisé)[réf. nécessaire]. Le prix qu'il paya pour le rancho était de 500 $ (toutes ses économies). Il devint ainsi le premier colon blanc non hispanique dans l'actuel comté de Contra Costa,,.
Marsh y prospéra, à la fois comme éleveur et comme médecin. Pratiquant la médecine, il factura à nouveau des prix très élevés, généralement en fonction de la distance à parcourir pour voir le patient (ce qui signifiait souvent s'éloigner de son ranch pendant des jours ou des semaines) . Il y a des preuves qu'il s'occupa de certains des survivants de la Donner Party alors qu'il vivait près du mont Diablo. Marsh acquit des dizaines de milliers de têtes de bétail et vécut la vie d'un riche ranchero . De plus, il paya des salaires très bas à ses ouvriers et beaucoup d'entre eux le détestèrent. Cependant, en 1841, lorsque le premier parti d'émigrants américain, le Bartleson-Bidwell Party, vint en Californie du Missouri, Marsh les invita à être ses invités, et ainsi le California Trail se termina à Brentwood,.
Après avoir reçu des membres du parti Bartleson-Bidwell, alors que Marsh se retirait pour la soirée, il les invita à abattre un de ses bœufs pour le petit déjeuner le lendemain matin. Cependant, à sa grande horreur, le lendemain, il découvrit qu'ils s'étaient non seulement attaqués aux bouvillons, mais qu'ils avaient également abattu ses meilleurs bœufs de travail, une marchandise très précieuse et un élément essentiel dans un ranch. Même si cela fut probablement fait par erreur, Marsh demeura en colère et amer envers la fête. Plus tard, il y eut d'autres désaccords, et  John Bidwell sans s'excuser déclara que «John Marsh était l'homme le plus méchant qu'il ait jamais rencontré»,. L'un des membres du parti Bartleson-Bidwell était Nancy Kelsey, qui fut non seulement la première femme à traverser les Sierras et à venir en Californie, mais également devint la "Betsy Ross de Californie" lorsqu'elle confectionna le premier drapeau de l'État,.
Dès 1837, Marsh réalisa que posséder un grand rancho était problématique s'il ne pouvait pas le tenir. Les décisions corrompues et imprévisibles des tribunaux de Californie (alors partie du Mexique) rendirent cela discutable. Les Russes, les Français et les Anglais se préparant à s'emparer de la province, il décida de faire partie des États-Unis. Il estima que la meilleure façon de procéder était d'encourager l'émigration des Américains vers la Californie, et de cette manière l'histoire du Texas serait répétée,.
Marsh mena une campagne de lettres ventant le climat californien, le sol et d'autres raisons de s'y installer, ainsi que la meilleure route à suivre, qui devint connue sous le nom de «Marsh's rout». Ses lettres furent lues, relues, distribuées et imprimées dans les journaux à travers le pays, et commença la première immigration importante en Californie. Il invita les migrants à rester dans son ranch jusqu'à ce qu'ils puissent s'installer et les aida à obtenir leurs passeports ,.
Après avoir inauguré la période d'émigration organisée vers la Californie, Marsh aida à ôter la Californie au dernier gouverneur mexicain, ouvrant ainsi la voie à l'acquisition ultime de la Californie par les États-Unis,,.
Marsh travailla dans les coulisses pour promouvoir l'État américain, à la demande du consul américain Thomas O. Larkin, et en mars 1845 écrivit une lettre signée par lui-même et 23 autres expatriés, annonçant une réunion clandestine pour le 4 juillet. Cette lettre fut désignée «Call To Foreigners» par les historiens modernes. Bien que Marsh ne s'attribua pas le mérite d'en être l'auteur, il fut universellement admis que c'était son travail. Le but de la réunion était de «promouvoir l'union, l'harmonie et les meilleurs intérêts de tous les étrangers résidant en Californie. . . "  Marsh également participa à la bataille de Providencia (également connue sous le nom de deuxième bataille du col de Cahuenga) et réussit à persuader les Américains des deux côtés qu'il était insensé de se battre. Le résultat fut que l'impopulaire gouverneur Manuel Micheltorena, le dernier gouverneur mexicain de Californie, se rendit et fut déporté au Mexique. Il fut remplacé par Pio Pico, qui était californien.
Pendant cette période, il entreprit de rechercher de son fils, Charles, recherche qui se révéla infructueuse. En 1851, le révérend William W. Smith présenta Marsh à Abigail "Abby" Smith Tuck, une institutrice de la Nouvelle-Angleterre, qui était également directrice d'une école de filles à San Jose. Après une brève cour de deux semaines, ils se marièrent le 24 juin 1851. Peu de temps après le mariage, le couple emménagé dans le vieil adobe. Le 12 mars 1852, elle donna naissance à une fille qu'ils appelèrent Alice Frances.

## Maison John Marsh

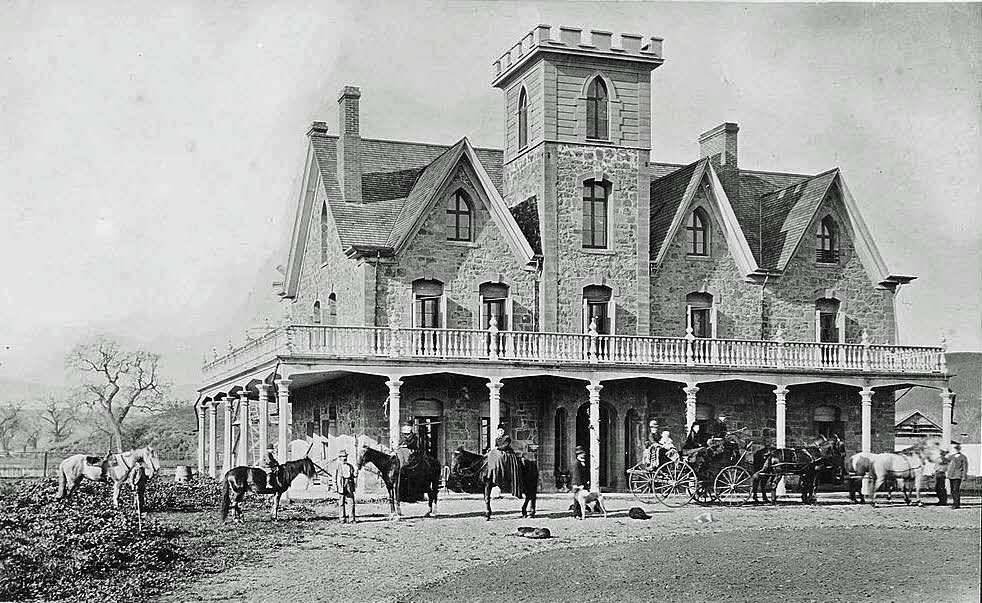
Maison de John Marsh (vers 1870). La maison existe toujours et a été stabilisée, mais en attente de restauration (et en attente de financement).

Marsh commença bientôt la construction d'une magnifique maison entièrement en pierre extraite des collines voisines. Abby choisit l'emplacement de la maison à côté de Marsh Creek, avec une belle vue sur la vallée environnante et le mont Diablo, à quelques miles au sud de la ville actuelle de Brentwood, en Californie. Conçue par l'architecte de San Francisco Thomas Boyd, les 600 m2  de la Maison de style néo-gothique incorpore une tour de 20 m et un porche extérieur soutenus par des piliers octogonaux. Le coût total de la maison ne dépassait pas 20 000 $. Abby mourut en 1855, avant que la maison de pierre ne soit achevée. Marsh finalement emménagea dans la nouvelle maison environ trois semaines avant son assassinat.
Son fils et sa fille héritèrent du ranch et de la maison en pierre dans lesquels ils vivaient, mais apparemment laissèrent la propriété se détériorer et pourrir, et devinrent finalement locataires. Ils furent visités en mai 1862 par William Henry Brewer et le California Geological Survey.
Le manoir qui fait toujours partie du parc d'État de Marsh Creek, anciennement connu sous le nom de Cowell Ranch/ John Marsh Property State Historic Park, se prépare à demander le statut de monument historique national. Le parc comprend 1,5 ha d'habitat naturel. Le manoir est sur la liste des lieux historiques nationaux.
La maison et la propriété environnante furent données au comté en 1960 par la Cowell Foundation (fondée par l'industriel SH Cowell), étant entendu que la maison serait restaurée. il fait maintenant partie du parc d'État de Marsh Creek, qui n'est pas ouvert au public. La maison n'a pas été restaurée et attend financement,.

## Mort

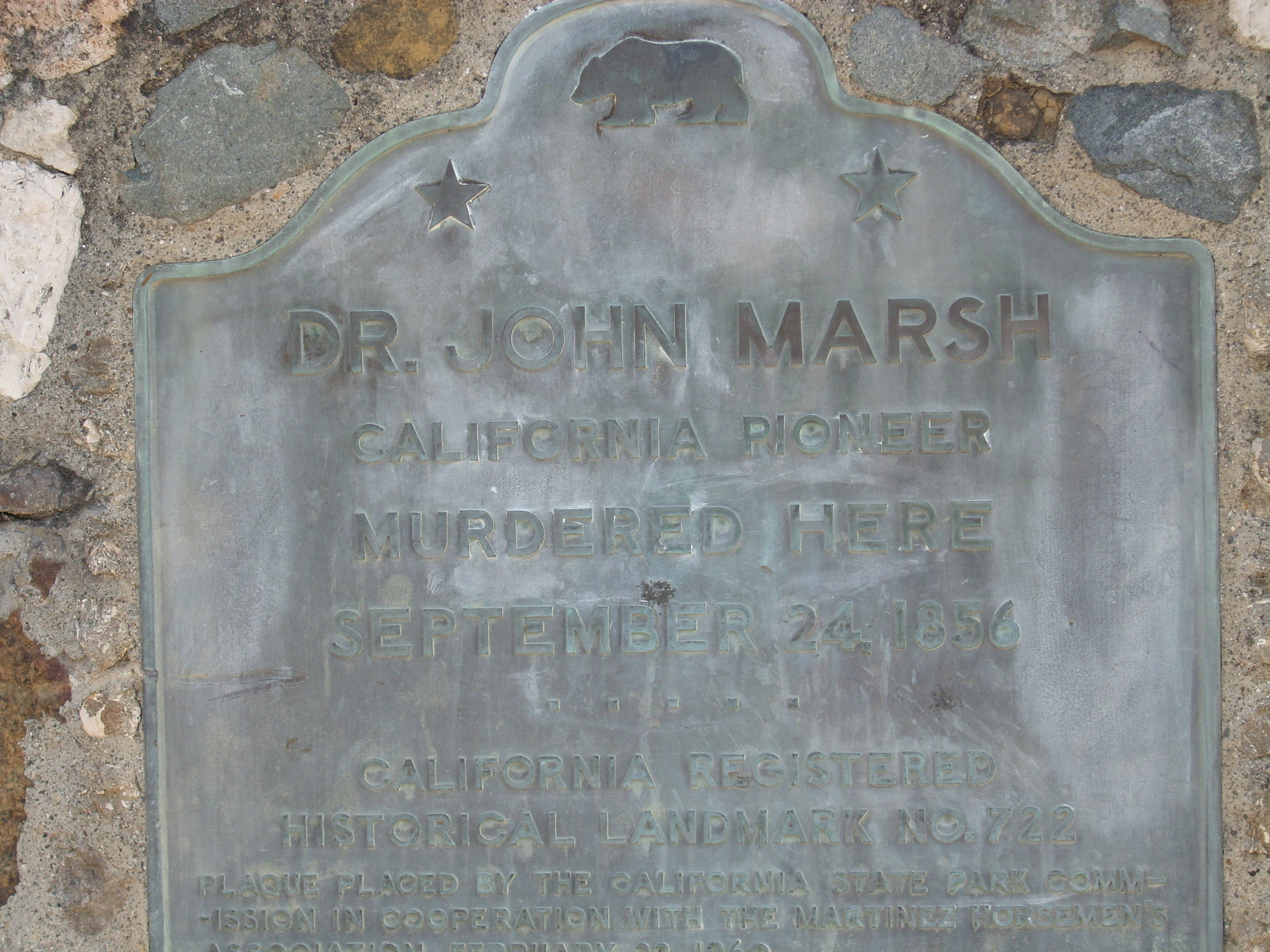
Plaque marquant le site du meurtre de Marsh

Marsh fut actif dans la politique californienne. Le 24 septembre 1856, il entreprit un voyage de sa terre dans l'est du comté de Contra Costa à San Francisco pour un rendez-vous personnel ou politique. Sur la route entre Pacheco et Martinez, il fut pris en embuscade et assassiné par trois de ses employés vaquero sur un différend sur leur salaire. Deux des tueurs furent retrouvés dix ans plus tard et traduits en justice. Un homme fut témoins de l'État et fut libéré sans procès. L'autre fut reconnu coupable et condamné à la prison à vie, bien qu'il eût été gracié 25 ans plus tard. Le troisième homme ne fut jamais attrapé. Une plaque de Historical Landmark de Californie (# 722) marque toujours le site du meurtre.
John et Abigail Marsh furent enterrés au cimetière Mountain View, à Oakland, en Californie.

## Héritage
Selon la tradition locale, peu de temps avant sa mort, un jeune homme s'approcha de sa porte pour se mettre à l'abri d'une violente tempête. C'était son fils Charles, qui s'était rendu en Californie à la recherche de son père. Ils apprécièrent une réunion heureuse, bien que de courte durée. Charles retrouva le meurtrier de son père, Felipe Moreno, et le traduisit en justice.
Alice Marsh fut confiée aux soins d'une Mrs. Thompson à Marsh's Landing, non loin de l'Antioche actuelle , en Californie . Jeune femme, Alice Marsh  déménagea à Oakland, où elle  épousa William Walker Camron, l'un des constructeurs de la route à péage du mont Diablo. Ils vécurent dans la maison Camron-Stanford qui existe toujours, et eurent deux filles, Amy et Gracie. Camron perdit la fortune d'Alice dans de mauvaises transactions immobilières. Le couple divorça en 1896. Alice ne se remaria jamais.  Elle et Amy (qui est restée célibataire) exploitèrent une pension de famille à San Francisco et ensuite déménagèrent à Santa Barbara. Après leur mort, les deux femmes furent enterrées au cimetière Mountain View à Oakland.
Marsh Creek, un ruisseau du comté de Contra Costa, doit son nom à John Marsh .
La California State Route 4 autour des villes d' Oakley, en Californie et de Brentwood, en Californie, fut nommée John Marsh Heritage Highway en l'honneur du Dr Marsh. Cette portion de SR4 va de l'intersection avec SR160 dans l'est d'Antioche jusqu'à l'intersection Marsh Creek / Vasco Road à Brentwood.

## Remarques
1. ↑  Fort Snelling, in what is now Hennepin County, Minnesota, was formerly named Fort Saint Anthony when it was founded in 1819. It was renamed to honor its founder, Colonel Josiah Snelling, in 1825.